# Lime Rock (Connecticut)

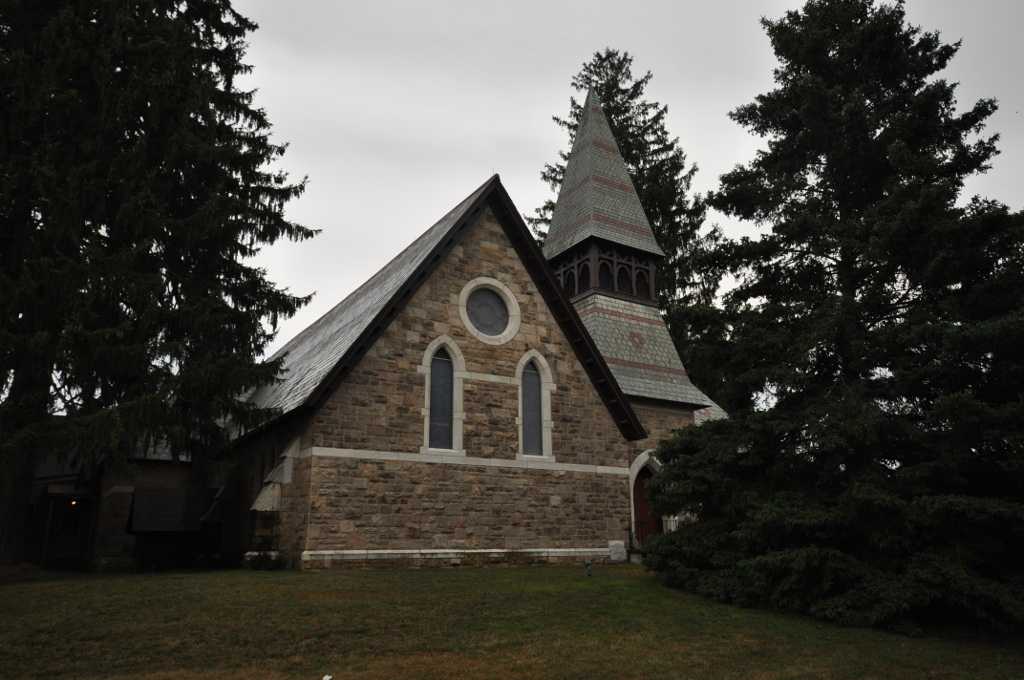
Lime Rock Historic District

Lime Rock ist ein Ort und historischer Distrikt der Stadt Salisbury im Litchfield County im Bundesstaat Connecticut der Vereinigten Staaten.

## Geographie
Der Ort ist am Salmon Kill gelegen. Die Umgebung wird allgemein auch als Lime Rock bezeichnet. 

## Geschichte
Lime Rock war Sitz einer bedeutenden Stahlindustrie. 1923 schloss Barnum and Richardson seine östlichen Werke. Zunächst war der Ort weitgehend verlassen, doch 1927 wurde er zur Heimat einer Künstlerkolonie, der Lime Rock Artists Association, die von 1927 bis 1935 große Ausstellungen veranstaltete. Der ursprüngliche historische Ort ist auch heute noch weitgehend intakt.
Lime Rock besaß einen Bahnhof an der 1842 eröffneten Bahnstrecke Bridgeport–West Stockbridge der Housatonic Railroad von New Milford nach North Canaan. Die Strecke wird nach wie vor für den Güterverkehr genutzt; die Station in Lime Rock wurde jedoch bereits in der ersten Hälfte des 20. Jahrhunderts aufgegeben.
Lime Rock Park ist eine Rennstrecke für den Motorsport, die 1957 eröffnet wurde.

## Personen
- William Henry Barnum[3] (1818–1889), Politiker
- Moritz Wallach (1879–1963), deutscher Kaufmann und Textil-Einzelhändler jüdischer Herkunft
- John Fitch (1917–2012), Autorennfahrer